# Cijanid
Cijanidi su soli cijanovodične kiseline (HCN(aq)). Ime cijanid je nastalo od grčke riječi κυανός (kyanos) što znači „plavo“. Cijanidi su jaki otrovi i treba jako pažljivo rukovati s njima.
Budući da su cijanidi soli cijanovodične kiseline, natrijev cijanid se također može dobiti taljenjem kalcijeva cijanamida (načinjenog od kalcijeva karbida) s natrijevim kloridom i ugljenom.

CaNCN + C + 2 NaCl -> CaCl2 + 2 NaCN
Alkilijski cijanidi, od kojih je najpoznatiji vrlo otrovan kalijev cijanid (KCN).
Anion CN- vrlo lako stvara stabilne kompleksne spojeve.
Posebno su poznati željezni kompleksi, cijanoferati, npr. kalijev heksacijanoferat(II) (žuta krvna sol, K4[Fe(CN)6] ) zatim kalijev heksacijanoferat(III) (crvena krvna sol, K3[Fe(CN)6] ) i berlinsko modrilo.

Primjer iz galvanike:
{\displaystyle \mathrm {KCN+HCl\longrightarrow HCN+KCl} }